# EPCR Challenge Cup 2021/22
Der EPCR Challenge Cup 2021/22 war die erste Ausgabe des EPCR Challenge Cup, des zweitrangigen europäischen Pokalwettbewerbs im Rugby Union. Dieser Wettbewerb ist der Nachfolger des European Challenge Cup und des European Rugby Challenge Cup. Es waren 21 Teams aus sechs Ländern beteiligt. Die Gruppenphase dauerte vom 10. Dezember 2021 bis zum 9. April 2022, gefolgt von der K.-o.-Phase. Das Finale fand am 27. Mai 2022 in Marseille statt, dabei setzte sich der französische Verein Lyon Olympique Universitaire durch und gewann zum ersten Mal den Titel.

## Teilnehmer
Teilnahmeberechtigt waren folgende Teams:
- die vier Mannschaften der English Premiership zwischen dem 9. und 12. Platz
- der Meister der englischen RFU Championship
- die vier Mannschaften der französischen Top 14 zwischen dem 9. und 12. Platz
- der Meister der französischen Pro D2
- der Sieger des Abstieg-Playoffs zwischen dem 13. der Top 14 und dem Zweitplatzierten der Pro D2
- von der Pro14 die zwei schlechtesten Teams beider Conferences

## Einteilung und Modus
Die Mannschaften wurden in drei Gruppen eingeteilt, je nachdem, wie sie in der vorangegangenen Saison in ihren jeweiligen Ligen abgeschnitten hatten. Die Teams einer Gruppe spielten einmal gegeneinander, wobei jede Mannschaft in der Gruppenphase zwei Heim- und zwei Auswärtsspiele bestritt und eine spielfreie Runde erhielt. Die Gruppenphase begann im Dezember 2021 und dauerte bis April 2022, bevor die drei Erstplatzierten jeder Gruppe und der beste Viertplatzierte ins Achtelfinale einzogen. Zu diesen sechs Teams kamen sechs weitere hinzu, die in der Gruppenphase des European Rugby Champions Cup 2021/22 ausgeschieden waren.
In der Gruppenphase erhielten die Teams:
- vier Punkte für einen Sieg
- zwei Punkte für ein Unentschieden
- einen Bonuspunkt bei vier oder mehr Versuchen
- einen Bonuspunkt bei einer Niederlage mit sieben oder weniger Punkten Differenz

## Vorrunde

### Gruppe A
|    | Team               | Spiele | Siege | Unent. | Ndlg. | Spiel- punkte | Diff. | Bonus- punkte | Tabellen- punkte |
| -- | ------------------ | ------ | ----- | ------ | ----- | ------------- | ----- | ------------- | ---------------- |
| 1. | Stade Toulousain   | 4      | 3     | 0      | 1     | 107:57        | + 50  | 4             | 16               |
| 2. | Newcastle Falcons  | 4      | 3     | 0      | 1     | 73:89         | − 16  | 2             | 14               |
| 3. | Biarritz Olympique | 4      | 2     | 1      | 1     | 59:47         | + 12  | 2             | 12               |
| 4. | Worcester Warriors | 4      | 1     | 1      | 2     | 85:91         | − 6   | 3             | 9                |
| 5. | Zebre Parma        | 4      | 0     | 0      | 4     | 75:115        | − 40  | 2             | 2                |

| 10. Dezember 2021 20:00 WEZ | Newcastle Falcons | 31 : 26 | Worcester Warriors | Kingston Park, Newcastle upon Tyne Zuschauer: 3431 Schiedsrichter: Frank Murphy (Irland) |
| 10. Dezember 2021 20:00 WEZ | (21:21) Bericht   |         |                    | Kingston Park, Newcastle upon Tyne Zuschauer: 3431 Schiedsrichter: Frank Murphy (Irland) |

| 11. Dezember 2021 14:00 MEZ | Zebre Parma     | 13 : 26 | Biarritz Olympique | Stadio Sergio Lanfranchi, Parma Zuschauer: 200 Schiedsrichter: Chris Busby (Irland) |
| 11. Dezember 2021 14:00 MEZ | (13:14) Bericht |         |                    | Stadio Sergio Lanfranchi, Parma Zuschauer: 200 Schiedsrichter: Chris Busby (Irland) |

| 17. Dezember 2021 21:00 MEZ | RC Toulon      | 28 : 14 | Zebre Parma | Stade Mayol, Toulon Zuschauer: 10.249 Schiedsrichter: Laurent Cardona (Frankreich) |
| 17. Dezember 2021 21:00 MEZ | (14:7) Bericht |         |             | Stade Mayol, Toulon Zuschauer: 10.249 Schiedsrichter: Laurent Cardona (Frankreich) |

| 18. Dezember 2021 15:15 WEZ | Worcester Warriors | 0 : 0 | Biarritz Olympique | Sixways Stadium, Worcester Schiedsrichter: Hollie Davidson (Schottland) |
| 18. Dezember 2021 15:15 WEZ | (abgesagt)         |       |                    | Sixways Stadium, Worcester Schiedsrichter: Hollie Davidson (Schottland) |

Ursprünglich verschoben (mit der Absicht, das Spiel neu anzusetzen), musste aufgrund von COVID-19-Reisebeschränkungen zwischen dem Vereinigten Königreich und Frankreich später jedoch annulliert werden. Das Spiel wurde als 0:0-Unentschieden gewertet und beide Mannschaften erhielten je zwei Punkte.
| 14. Januar 2022 21:00 MEZ | Biarritz Olympique | 13 : 17 | Newcastle Falcons | Parc des Sports d’Aguiléra, Biarritz Zuschauer: 5000 Schiedsrichter: Adam Jones (Wales) |
| 14. Januar 2022 21:00 MEZ | (3:7) Bericht      |         |                   | Parc des Sports d’Aguiléra, Biarritz Zuschauer: 5000 Schiedsrichter: Adam Jones (Wales) |

| 15. Januar 2022 17:30 WEZ | Worcester Warriors | 23 : 34 | RC Toulon | Sixways Stadium, Worcester Zuschauer: 1300 Schiedsrichter: Sam Grove-White (Schottland) |
| 15. Januar 2022 17:30 WEZ | (x:x) Bericht      |         |           | Sixways Stadium, Worcester Zuschauer: 1300 Schiedsrichter: Sam Grove-White (Schottland) |

| 22. Januar 2022 16:15 MEZ | Zebre Parma     | 26 : 36 | Worcester Warriors | Stadio Sergio Lanfranchi, Parma Zuschauer: 750 Schiedsrichter: Hollie Davidson (Schottland) |
| 22. Januar 2022 16:15 MEZ | (14:19) Bericht |         |                    | Stadio Sergio Lanfranchi, Parma Zuschauer: 750 Schiedsrichter: Hollie Davidson (Schottland) |

| 22. Januar 2022 21:00 MEZ | RC Toulon | 28 : 0 | Newcastle Falcons | Stade Mayol, Toulon Schiedsrichter: Gianluca Gnecchi (Italien) |
| 22. Januar 2022 21:00 MEZ | (forfait) |        |                   | Stade Mayol, Toulon Schiedsrichter: Gianluca Gnecchi (Italien) |

Aufgrund mehrerer COVID-19-Fälle im Team von Newcastle erhielt Toulon fünf Tabellenpunkte und einen 28:0-Sieg zugesprochen.
| 9. April 2022 20:00 WESZ | Newcastle Falcons | 25 : 22 | Zebre Parma | Kingston Park, Newcastle upon Tyne Zuschauer: 3200 Schiedsrichter: Ludovic Cayre (Frankreich) |
| 9. April 2022 20:00 WESZ | (13:12) Bericht   |         |             | Kingston Park, Newcastle upon Tyne Zuschauer: 3200 Schiedsrichter: Ludovic Cayre (Frankreich) |

| 9. April 2022 21:00 MESZ | Biarritz Olympique | 20 : 17 | RC Toulon | Parc des Sports d’Aguiléra, Biarritz Zuschauer: 7000 Schiedsrichter: Andrea Piardi (Italien) |
| 9. April 2022 21:00 MESZ | (12:9) Bericht     |         |           | Parc des Sports d’Aguiléra, Biarritz Zuschauer: 7000 Schiedsrichter: Andrea Piardi (Italien) |

### Gruppe B
|    | Team                         | Spiele | Siege | Unent. | Ndlg. | Spiel- punkte | Diff. | Bonus- punkte | Tabellen- punkte |
| -- | ---------------------------- | ------ | ----- | ------ | ----- | ------------- | ----- | ------------- | ---------------- |
| 1. | Lyon Olympique Universitaire | 4      | 4     | 0      | 0     | 122:57        | + 65  | 2             | 18               |
| 2. | Gloucester Rugby             | 4      | 3     | 0      | 1     | 161:84        | + 77  | 4             | 16               |
| 3. | Benetton Rugby Treviso       | 4      | 2     | 0      | 2     | 75:95         | − 20  | 0             | 8                |
| 4. | USA Perpignan                | 4      | 1     | 0      | 3     | 54:138        | − 84  | 0             | 4                |
| 5. | Newport Gwent Dragons        | 4      | 0     | 0      | 4     | 74:112        | − 38  | 2             | 2                |

| 10. Dezember 2021 21:00 MEZ | Lyon Olympique Universitaire | 19 : 13 | Gloucester Rugby | Matmut Stadium Gerland, Lyon Zuschauer: 10.459 Schiedsrichter: Gianluca Gnecchi (Italien) |
| 10. Dezember 2021 21:00 MEZ | (6:3) Bericht                |         |                  | Matmut Stadium Gerland, Lyon Zuschauer: 10.459 Schiedsrichter: Gianluca Gnecchi (Italien) |

| 11. Dezember 2021 18:30 MEZ | USA Perpignan | 22 : 16 | Newport Gwent Dragons | Stade Aimé-Giral, Perpignan Zuschauer: 5455 Schiedsrichter: Christophe Ridley (England) |
| 11. Dezember 2021 18:30 MEZ | (0:6) Bericht |         |                       | Stade Aimé-Giral, Perpignan Zuschauer: 5455 Schiedsrichter: Christophe Ridley (England) |

| 17. Dezember 2021 20:00 WEZ | Newport Gwent Dragons | 28 : 41 | Lyon Olympique Universitaire | Rodney Parade, Newport Zuschauer: 3025 Schiedsrichter: Craig Maxwell-Keys (England) |
| 17. Dezember 2021 20:00 WEZ | (13:22) Bericht       |         |                              | Rodney Parade, Newport Zuschauer: 3025 Schiedsrichter: Craig Maxwell-Keys (England) |

| 17. Dezember 2021 20:00 MEZ | Gloucester Rugby | 54 : 25 | Benetton Rugby Treviso | Kingsholm Stadium, Gloucester Zuschauer: 9050 Schiedsrichter: Craig Evans (Wales) |
| 17. Dezember 2021 20:00 MEZ | (19:18) Bericht  |         |                        | Kingsholm Stadium, Gloucester Zuschauer: 9050 Schiedsrichter: Craig Evans (Wales) |

| 15. Januar 2022 16:15 MEZ | Benetton Rugby Treviso | 23 : 9 | Newport Gwent Dragons | Stadio Comunale di Monigo, Treviso Zuschauer: 1356 Schiedsrichter: Pierre-Baptiste Nuchy (Frankreich) |
| 15. Januar 2022 16:15 MEZ | (8:9) Bericht          |        |                       | Stadio Comunale di Monigo, Treviso Zuschauer: 1356 Schiedsrichter: Pierre-Baptiste Nuchy (Frankreich) |

| 15. Januar 2022 21:00 MEZ | USA Perpignan  | 6 : 37 | Lyon Olympique Universitaire | Stade Aimé-Giral, Perpignan Zuschauer: 3953 Schiedsrichter: Nika Amaschukeli (Georgien) |
| 15. Januar 2022 21:00 MEZ | (6:10) Bericht |        |                              | Stade Aimé-Giral, Perpignan Zuschauer: 3953 Schiedsrichter: Nika Amaschukeli (Georgien) |

| 21. Januar 2022 21:00 MEZ | Lyon Olympique Universitaire | 25 : 10 | Benetton Rugby Treviso | Matmut Stadium Gerland, Lyon Zuschauer: 5000 Schiedsrichter: Ian Tempest (England) |
| 21. Januar 2022 21:00 MEZ | (15:10) Bericht              |         |                        | Matmut Stadium Gerland, Lyon Zuschauer: 5000 Schiedsrichter: Ian Tempest (England) |

| 22. Januar 2022 17:30 WEZ | Gloucester Rugby | 68 : 19 | USA Perpignan | Kingsholm Stadium, Gloucester Zuschauer: 9485 Schiedsrichter: Ben Blain (Schottland) |
| 22. Januar 2022 17:30 WEZ | (35:12) Bericht  |         |               | Kingsholm Stadium, Gloucester Zuschauer: 9485 Schiedsrichter: Ben Blain (Schottland) |

| 9. April 2022 16:15 MESZ | Benetton Rugby Treviso | 17 : 7 | USA Perpignan | Stadio Comunale di Monigo, Treviso Zuschauer: 800 Schiedsrichter: Adam Leal (England) |
| 9. April 2022 16:15 MESZ | (3:7) Bericht          |        |               | Stadio Comunale di Monigo, Treviso Zuschauer: 800 Schiedsrichter: Adam Leal (England) |

| 9. April 2022 20:00 WESZ | Newport Gwent Dragons | 21 : 26 | Gloucester Rugby | Rodney Parade, Newport Zuschauer: 5737 Schiedsrichter: Tual Trainini (Frankreich) |
| 9. April 2022 20:00 WESZ | (19:12) Bericht       |         |                  | Rodney Parade, Newport Zuschauer: 5737 Schiedsrichter: Tual Trainini (Frankreich) |

### Gruppe C
|    | Team            | Spiele | Siege | Unent. | Ndlg. | Spiel- punkte | Diff. | Bonus- punkte | Tabellen- punkte |
| -- | --------------- | ------ | ----- | ------ | ----- | ------------- | ----- | ------------- | ---------------- |
| 1. | Edinburgh Rugby | 4      | 3     | 0      | 1     | 161:47        | + 114 | 3             | 15               |
| 2. | London Irish    | 4      | 2     | 1      | 1     | 78:82         | − 4   | 2             | 12               |
| 3. | Saracens        | 4      | 2     | 0      | 2     | 118:78        | + 40  | 3             | 11               |
| 4. | CA Brive        | 4      | 1     | 1      | 2     | 41:146        | − 105 | 0             | 6                |
| 5. | Section Paloise | 4      | 1     | 0      | 3     | 75:120        | − 45  | 1             | 5                |

| 11. Dezember 2021 15:15 WEZ | Saracens        | 18 : 21 | Edinburgh Rugby | Barnet Copthall, London Zuschauer: 6422 Schiedsrichter: Tual Trainini (Frankreich) |
| 11. Dezember 2021 15:15 WEZ | (12:13) Bericht |         |                 | Barnet Copthall, London Zuschauer: 6422 Schiedsrichter: Tual Trainini (Frankreich) |

| 11. Dezember 2021 21:00 MEZ | Section Paloise | 17 : 33 | London Irish | Stade du Hameau, Pau Zuschauer: 4067 Schiedsrichter: Sam Grove-White (Schottland) |
| 11. Dezember 2021 21:00 MEZ | (3:14) Bericht  |         |              | Stade du Hameau, Pau Zuschauer: 4067 Schiedsrichter: Sam Grove-White (Schottland) |

| 18. Dezember 2021 21:00 MEZ | Section Paloise | 28 : 0 | Saracens | Stade du Hameau, Pau Schiedsrichter: Chris Busby (Irland) |
| 18. Dezember 2021 21:00 MEZ | (forfait)       |        |          | Stade du Hameau, Pau Schiedsrichter: Chris Busby (Irland) |

Nach COVID-19-Fällen im Team der Saracens erhielt Section Paloise fünf Tabellenpunkte und einen 28:0-Sieg zugeschrieben.
| 19. Dezember 2021 15:15 WEZ | London Irish | 0 : 0 | CA Brive | Stade Amédée-Domenech, Brive-la-Gaillarde Schiedsrichter: Ben Blain (Schottland) |
| 19. Dezember 2021 15:15 WEZ | (abgesagt)   |       |          | Stade Amédée-Domenech, Brive-la-Gaillarde Schiedsrichter: Ben Blain (Schottland) |

Ursprünglich verschoben (mit der Absicht, das Spiel neu anzusetzen), später aber aufgrund von Reisebeschränkungen zwischen dem Vereinigten Königreich und Frankreich annulliert. Das Spiel wurde als 0:0-Unentschieden gewertet und beide Mannschaften erhielten je zwei Tabellenpunkte zugeschrieben.
| 14. Januar 2022 21:00 MEZ | CA Brive       | 33 : 25 | Section Paloise | Stade Amédée-Domenech, Brive-la-Gaillarde Zuschauer: 1500 Schiedsrichter: Adrien Descottes (Frankreich) |
| 14. Januar 2022 21:00 MEZ | (23:6) Bericht |         |                 | Stade Amédée-Domenech, Brive-la-Gaillarde Zuschauer: 1500 Schiedsrichter: Adrien Descottes (Frankreich) |

| 15. Januar 2022 15:15 WEZ | London Irish   | 21 : 20 | Edinburgh Rugby | Brentford Community Stadium, London Zuschauer: 5850 Schiedsrichter: Gianluca Gnecchi (Italien) |
| 15. Januar 2022 15:15 WEZ | (7:17) Bericht |         |                 | Brentford Community Stadium, London Zuschauer: 5850 Schiedsrichter: Gianluca Gnecchi (Italien) |

| 21. Januar 2022 20:00 WEZ | Edinburgh Rugby | 66 : 3 | CA Brive | Edinburgh Rugby Stadium, Edinburgh Zuschauer: 6165 Schiedsrichter: Craig Maxwell-Keys (England) |
| 21. Januar 2022 20:00 WEZ | (33:3) Bericht  |        |          | Edinburgh Rugby Stadium, Edinburgh Zuschauer: 6165 Schiedsrichter: Craig Maxwell-Keys (England) |

| 23. Januar 2021 15:15 WEZ | Saracens        | 45 : 24 | London Irish | Barnet Copthall, London Zuschauer: 6992 Schiedsrichter: Adam Jones (Wales) |
| 23. Januar 2021 15:15 WEZ | (24:14) Bericht |         |              | Barnet Copthall, London Zuschauer: 6992 Schiedsrichter: Adam Jones (Wales) |

| 8. April 2022 20:00 WESZ | Edinburgh Rugby | 54 : 5 | Section Paloise | Edinburgh Rugby Stadium, Edinburgh Zuschauer: 6108 Schiedsrichter: Sara Cox (England) |
| 8. April 2022 20:00 WESZ | (33:0) Bericht  |        |                 | Edinburgh Rugby Stadium, Edinburgh Zuschauer: 6108 Schiedsrichter: Sara Cox (England) |

| 8. April 2022 21:00 MESZ | CA Brive       | 5 : 55 | Saracens | Stade Amédée-Domenech, Brive-la-Gaillarde Zuschauer: 6385 Schiedsrichter: Mike Adamson (Schottland) |
| 8. April 2022 21:00 MESZ | (5:22) Bericht |        |          | Stade Amédée-Domenech, Brive-la-Gaillarde Zuschauer: 6385 Schiedsrichter: Mike Adamson (Schottland) |

## K.-o.-Runde
Die K.o.-Phase begann mit einem Achtelfinale, das die zehn bestplatzierten Mannschaften der Vorrunde und die Mannschaften auf den Plätzen 9 bis 11 der beiden Gruppen des European Rugby Champions Cup 2021/22 umfasste. In der Setzliste wurden die Challenge-Cup-Teilnehmer auf die Plätze 1 bis 10 gesetzt, die Mannschaften aus dem Challenge Cup auf die Plätze 11 bis 16.
Setzliste:
1. Lyon Olympique Universitaire
2. RC Toulon
3. Edinburgh Rugby
4. Gloucester Rugby
5. Newcastle Falcons
6. London Irish
7. Biarritz Olympique
8. Saracens
9. Benetton Rugby Treviso
10. Worcester Warriors
11. Cardiff Blues
12. Wasps RFC
13. Castres Olympique
14. Glasgow Warriors
15. Northampton Saints
16. Bath Rugby

Turnierbaum

|  | Achtelfinale                 | Achtelfinale |  |  | Viertelfinale                | Viertelfinale |    |                              | Halbfinale                   | Halbfinale |  |  | Finale | Finale |
|  |                              |              |  |  |                              |               |    |                              |                              |            |  |  |        |        |
|  | Lyon Olympique Universitaire | 31           |  |  |                              |               |    |                              |                              |            |  |  |        |        |
|  | Worcester Warriors           | 17           |  |  | Lyon Olympique Universitaire | 35            |    |                              |                              |            |  |  |        |        |
|  | Newcastle Falcons            | 17           |  |  | Glasgow Warriors             | 27            |    |                              |                              |            |  |  |        |        |
|  | Glasgow Warriors             | 27           |  |  |                              |               |    | Lyon Olympique Universitaire | 20                           |            |  |  |        |        |
|  | Edinburgh Rugby              | 41           |  |  |                              | London Wasps  | 18 |                              |                              |            |  |  |        |        |
|  | Bath Rugby                   | 19           |  |  | Edinburgh Rugby              | 30            |    |                              |                              |            |  |  |        |        |
|  | Biarritz Olympique           | 29           |  |  | London Wasps                 | 34            |    |                              |                              |            |  |  |        |        |
|  | London Wasps                 | 39           |  |  |                              |               |    |                              | Lyon Olympique Universitaire | 30         |  |  |        |        |
|  | RC Toulon                    | 36           |  |  |                              | RC Toulon     | 12 |                              |                              |            |  |  |        |        |
|  | Benetton Rugby Treviso       | 17           |  |  | RC Toulon                    | 19            |    |                              |                              |            |  |  |        |        |
|  | London Irish                 | 64           |  |  | London Irish                 | 18            |    |                              |                              |            |  |  |        |        |
|  | Castres Olympique            | 17           |  |  |                              |               |    | RC Toulon                    | 25                           |            |  |  |        |        |
|  | Gloucester Rugby             | 31           |  |  |                              | Saracens      | 16 |                              |                              |            |  |  |        |        |
|  | Northampton Saints           | 21           |  |  | Gloucester Rugby             | 15            |    |                              |                              |            |  |  |        |        |
|  | Saracens                     | 40           |  |  | Saracens                     | 44            |    |                              |                              |            |  |  |        |        |
|  | Cardiff Rugby                | 33           |  |  |                              |               |    |                              |                              |            |  |  |        |        |

### Achtelfinale
| 15. April 2022 17:30 WESZ | Castres Olympique | 64 : 27        | London Irish                                                                                                   | Brentford Community Stadium, London Zuschauer: 3715 Schiedsrichter: Andrea Piardi (Italien) |
| 15. April 2022 17:30 WESZ | Versuche: Creevy (2) 6. erh., 24. erh. Rona 17. n.erh. Pearson 34. erh. González 37. erh. Rowe 39. erh. Rogerson 71. n.erh. Joseph 75. erh. Cornish 78. erh. Janse van Rensburg 79. n.erh. Erhöhungen: Jackson (7/10) | (40:3) Bericht | Versuche: Kockott 45. erh. Chabouni 54. erh. Arata 58. erh. Erhöhungen: Botica (3/3) Straftritte: Botica (2/2) | Brentford Community Stadium, London Zuschauer: 3715 Schiedsrichter: Andrea Piardi (Italien) |

| 15. April 2022 19:00 MESZ | Biarritz Olympique | 29 : 39        | Wasps RFC | Parc des Sports d’Aguiléra, Biarritz Zuschauer: 4000 Schiedsrichter: Chris Busby (Irland) |
| 15. April 2022 19:00 MESZ | Versuche: Peyresblanques 28. n.erh. Hirigoyen 42. erh. Armitage 57. erh. Soury 68. erh. Erhöhungen: Bosch (3/4) Straftritte: Bosch (1/1) 14. | (8:29) Bericht | Versuche: Umaga 11. n.erh. Barbeary (3) 14. erh., 22. erh., 75. erh. Robson 26. erh. Erhöhungen: Gopperth (4/5) Straftritte: Gopperth (2/2) 9., 62. | Parc des Sports d’Aguiléra, Biarritz Zuschauer: 4000 Schiedsrichter: Chris Busby (Irland) |

| 15. April 2022 20:00 WESZ | Newcastle Falcons                                                                                                  | 17 : 27        | Glasgow Warriors | Kingston Park, Newcastle upon Tyne Zuschauer: 4121 Schiedsrichter: Tual Trainini (Frankreich) |
| 15. April 2022 20:00 WESZ | Versuche: Montgomery 51. erh. Hodgson 65. erh. Erhöhungen: Connon (1/1) Hodgson(1/1) Straftritte: Connon (1/1) 27. | (3:19) Bericht | Versuche: Matthews 3. erh. Steyn (2) 6. n.erh., 57. n.erh. McKay 31. erh. Erhöhungen: Thompson (2/4) Straftritte: Thompson (1/2) 62. | Kingston Park, Newcastle upon Tyne Zuschauer: 4121 Schiedsrichter: Tual Trainini (Frankreich) |

| 15. April 2022 21:00 MESZ | Lyon Olympique Universitaire | 31 : 17        | Worcester Warriors                                                                | Matmut Stadium Gerland, Lyon Zuschauer: 10.840 Schiedsrichter: Gianluca Gnecchi (Federazione Italiana Rugby) |
| 15. April 2022 21:00 MESZ | Versuche: Couilloud 4. erh. Taofifénua 15. erh. Devisme 47. erh. Barassi 76. erh. Erhöhungen: Sopoaga (3/3) Berdeu (1/1) Straftritte: Berdeu (1/1) 57. | (15:5) Bericht | Versuche: Howe 2. n.erh. Hill 50. n.erh. Searle 75. erh. Erhöhungen: Searle (1/3) | Matmut Stadium Gerland, Lyon Zuschauer: 10.840 Schiedsrichter: Gianluca Gnecchi (Federazione Italiana Rugby) |

| 16. April 2022 20:00 WESZ | Edinburgh Rugby | 41 : 19         | Bath Rugby | Edinburgh Rugby Stadium, Edinburgh Zuschauer: 5071 Schiedsrichter: Ludovic Cayre (Frankreich) |
| 16. April 2022 20:00 WESZ | Versuche: Boffelli (2) 10. n.erh., 62. erh. Kinghorn 31. erh. Schoeman 52. erh. Bennett 68. n.erh. Boyle 78. erh. Erhöhungen: Boffelli (4/6) Straftritte: Boffelli (1/1) 22. | (15:19) Bericht | Versuche: Underhill (2) 1. erh., 25. n.erh. Spencer 34. erh. Erhöhungen: Bailey (1/2) Straftritte: Spencer (1/1) 35. | Edinburgh Rugby Stadium, Edinburgh Zuschauer: 5071 Schiedsrichter: Ludovic Cayre (Frankreich) |

| 16. April 2022 20:00 WESZ | Gloucester Rugby | 31 : 21         | Northampton Saints | Kingsholm Stadium, Gloucester Zuschauer: 5673 Schiedsrichter: Sam Grove-White (Schottland) |
| 16. April 2022 20:00 WESZ | Versuche: Thorley 4. erh. Rapava-Ruskin 7. erh. Rapava-Ruskin 21. erh. Socino 46. erh. Erhöhungen: Hastings (4/4) Straftritte: Hastings (1/1) 54. | (21:14) Bericht | Versuche: Augustus 32. erh. Hutchinson 38. erh. Haywood 66. erh. Erhöhungen: Biggar (2/2) Straftritte: Furbank (1/1) 67. | Kingsholm Stadium, Gloucester Zuschauer: 5673 Schiedsrichter: Sam Grove-White (Schottland) |

| 16. April 2022 21:00 MESZ | RC Toulon | 36 : 17        | Benetton Rugby Treviso                                                                           | Stade Mayol, Toulon Zuschauer: 10.264 Schiedsrichter: Karl Dickson (England) |
| 16. April 2022 21:00 MESZ | Versuche: Villière 7. erh. Ollivon 27. erh. Coulon 78. erh. Erhöhungen: Carbonel Straftritte: Carbonel (5/6) 37., 62., 67., 72., 76. | (17:3) Bericht | Versuche: Menoncello 52. erh. Ioane 60. erh. Erhöhungen: Smith (2/2) Straftritte: Smyth (1/1) 4. | Stade Mayol, Toulon Zuschauer: 10.264 Schiedsrichter: Karl Dickson (England) |

| 17. April 2022 13:00 WESZ | Saracens | 40 : 33         | Cardiff Rugby | Barnet Copthall, London Zuschauer: 3613 Schiedsrichter: Pierre Brousset (Frankreich) |
| 17. April 2022 13:00 WESZ | Versuche: Morris 36. erh. Maitland (2) 51. erh., 57. n.erh. Davies 63. n.erh. Malins 69. erh. Erhöhungen: Farrell (3/5) Straftritte: Farrell (3/3) 14., 24., 31. | (16:13) Bericht | Versuche: Williams 40. erh. Lane 48. erh. Carré 74. erh. Erhöhungen: Priestland (2/2) Evans (1/1) Straftritte: Priestland (4/5) 8., 32., 55., 60. | Barnet Copthall, London Zuschauer: 3613 Schiedsrichter: Pierre Brousset (Frankreich) |

### Viertelfinale
| 6. Mai 2022 20:00 WESZ | Gloucester Rugby                                                                                                  | 15 : 44        | Saracens | Kingsholm Stadium, Gloucester Zuschauer: 7161 Schiedsrichter: Frank Murphy (Irland) |
| 6. Mai 2022 20:00 WESZ | Versuche: Singleton 30. n.erh. Rees-Zammit 73. erh. Erhöhungen: Twelvetrees (1/1) Straftritte: Hastings (1/1) 44. | (5:16) Bericht | Versuche: Davies 8. erh. Itoje 47. erh. Tompkins 51. erh. George 61. erh. Taylor 71. erh. Erhöhungen: Farrell (5/5) Straftritte: Farrell (3/3) 5., 18., 36. | Kingsholm Stadium, Gloucester Zuschauer: 7161 Schiedsrichter: Frank Murphy (Irland) |

| 7. Mai 2022 12:30 WESZ | Edinburgh Rugby | 30 : 34         | Wasps RFC | Edinburgh Rugby Stadium, Edinburgh Zuschauer: 6431 Schiedsrichter: Pierre Brousset (Frankreich) |
| 7. Mai 2022 12:30 WESZ | Versuche: Vellacott 12. erh. McBurney 25. erh. Bradbury 66. erh. Erhöhungen: Boffelli (3/3) Straftritte: Boffelli (3/3) 9., 42., 73. | (17:10) Bericht | Versuche: Gopperth 15. erh. Alo 43. erh. West 57. erh. Barbeary 75. erh. Erhöhungen: Gopperth (4/4) Straftritte: Gopperth (2/2) 7., 49. | Edinburgh Rugby Stadium, Edinburgh Zuschauer: 6431 Schiedsrichter: Pierre Brousset (Frankreich) |

| 7. Mai 2022 21:00 MESZ | Lyon Olympique Universitaire | 35 : 27         | Glasgow Warriors | Matmut Stadium Gerland, Lyon Zuschauer: 8494 Schiedsrichter: Matthew Carley (England) |
| 7. Mai 2022 21:00 MESZ | Versuche: Couilloud 35. erh. Taofifénua 55. erh. Niniaschwili (2) 61. n.erh., 75. erh. Erhöhungen: Berdeu (2/3) Doussain (1/1) Straftritte: Berdeu (3/4) 1., 12., 70. | (13:20) Bericht | Versuche: McKay 5. erh. Forbes 39. erh. Strafversuch 49. Erhöhungen: Thompson (2/2) Straftritte: Thompson (2/2) 23., 27. | Matmut Stadium Gerland, Lyon Zuschauer: 8494 Schiedsrichter: Matthew Carley (England) |

| 8. Mai 2022 13:30 MESZ | RC Toulon                                                                                            | 19 : 18        | London Irish                                                                                              | Stade Mayol, Toulon Zuschauer: 11.300 Schiedsrichter: Sam Grove-White (Schottland) |
| 8. Mai 2022 13:30 MESZ | Versuche: Ollivon 59. erh. Erhöhungen: Carbonel (1/1) Straftritte: Carbonel (4/5) 36., 40., 43., 66. | (6:10) Bericht | Versuche: Tuisue 8. erh. Arundell 73. n.erh. Erhöhungen: Jackson (1/2) Straftritte: Jackson (2/3) 4., 62. | Stade Mayol, Toulon Zuschauer: 11.300 Schiedsrichter: Sam Grove-White (Schottland) |

### Halbfinale
| 14. Mai 2022 13:30 MESZ | Lyon Olympique Universitaire                                                                              | 20 : 18       | Wasps RFC | Matmut Stadium Gerland, Lyon Zuschauer: 10.525 Schiedsrichter: Frank Murphy (Irland) |
| 14. Mai 2022 13:30 MESZ | Versuche: Berdeu 46. erh. Charcosset 53. erh. Erhöhungen: Berdeu (2/2) Straftritte: Berdeu (2/4) 35.. 64. | (3:8) Bericht | Versuche: Robson 23. n.erh. Gopperth 73. erh. Erhöhungen: Gopperth (1/2) Straftritte: Gopperth (2/2) 38., 51. | Matmut Stadium Gerland, Lyon Zuschauer: 10.525 Schiedsrichter: Frank Murphy (Irland) |

| 14. Mai 2022 21:00 MESZ | RC Toulon | 25 : 16         | Saracens                                                                                   | Stade Mayol, Toulon Zuschauer: 13.568 Schiedsrichter: Andrew Brace (Irland) |
| 14. Mai 2022 21:00 MESZ | Versuche: Villière (2) 2. erh., 39. n.erh. Wainiqolo 60. erh. Erhöhungen: Carbonel (2/3) Straftritte: Carbonel (1/2) 33. | (15:13) Bericht | Versuche: Earl 15. erh. Erhöhungen: Farrell (1/1) Straftritte: Farrell (3/4) 12., 26., 58. | Stade Mayol, Toulon Zuschauer: 13.568 Schiedsrichter: Andrew Brace (Irland) |

### Finale
| 27. Mai 2022 21:00 MESZ | Lyon Olympique Universitaire | 30 : 12        | RC Toulon                                                            | Stade Vélodrome, Marseille Zuschauer: 51.431 Schiedsrichter: Luke Pearce (England) |
| 27. Mai 2022 21:00 MESZ | Versuche: Couilloud 7. erh. Strafversuch 45. Barassi 47. erh. Erhöhungen: Berdeu (2/2) Straftritte: Berdeu (2/3) 20., 59. Ngatai (1/1) 70. | (10:7) Bericht | Versuche: Serin 16. erh. Kolbe 73. n.erh. Erhöhungen: Carbonel (1/1) | Stade Vélodrome, Marseille Zuschauer: 51.431 Schiedsrichter: Luke Pearce (England) |

## Statistik
Quelle: epcrugby.com

### Meiste erzielte Versuche
|    | Name               | Versuche | Verein                       |
| -- | ------------------ | -------- | ---------------------------- |
| 1. | Santiago Socino    | 5        | Gloucester Rugby             |
| 2. | Alfie Barbeary     | 4        | Wasps RFC                    |
| 2. | Baptiste Couilloud | 4        | Lyon Olympique Universitaire |
| 2. | Agustín Creevy     | 4        | London Irish                 |
| 2. | Ramiro Moyano      | 4        | Edinburgh Rugby              |
| 2. | Gabin Villière     | 4        | RC Toulon                    |

### Meiste erzielte Punkte
|    | Name              | Punkte | Verein                       |
| -- | ----------------- | ------ | ---------------------------- |
| 1. | Léo Berdeu        | 71     | Lyon Olympique Universitaire |
| 2. | Owen Farrell      | 60     | Saracens                     |
| 3. | Emiliano Boffelli | 58     | Edinburgh Rugby              |
| 4. | Louis Carbonel    | 53     | RC Toulon                    |
| 5. | Jimmy Gopperth    | 46     | Wasps RFC                    |